# Сензитивний вік
Сензити́вний вік — найсприятливіший вік для розвитку тих чи інших психічних функцій (сприймання, мовлення, пам'яті тощо), що визначають психічний розвиток дитини і мають вирішальне значення для її навчання та виховання. Вперше цей термін застосував італійський педагог Марія Монтессорі.
Дошкільний вік — це сензитивний період для формування особистості дитини, набуття нею першого соціального досвіду, розвитку емоцій, почуттів. В цей вік вона оволодіває загальними знаннями, уміннями, в набутті психічних якостей, необхідних для життя (оволодіння мовою, сприймання, уява, мислення, орієнтація в просторі й часі). Усі новоутворення дошкільного віку є не сумою знань, а певним рівнем пізнавальної активності, самостійності та творчості.
Сензитивність молодшого шкільного віку полягає в тому, що відбувається перехід від ігрової діяльності до навчальної, постановка, під керівництвом педагогів завдань, вимагає розвитку вольових зусиль для їх вирішення.
Підлітковий період — сензитивний для розвитку потреб, спрямованості особистості, оформлення ідеалів. Формується самооцінка, самосвідомість, потреба пізнати себе як особистість. Виникає потреба у самовираженні, значимості для інших, намагання бути на рівних з дорослими; посилюється статева ідентифікація.
Юнацький вік є сензитивним для становлення та закріплення ціннісних орієнтацій як стійкої структури особистості, значною мірою визначаючи стосунки людини з навколишнім світом у подальшому дорослому житті. В результаті проходить самовизначення свого місця у світі.